# Бялкі (Поморське воєводство)
Бялкі (пол. Białki, нім. Bialken) — село в Польщі, у гміні Садлінки Квідзинського повіту Поморського воєводства.
Населення — 479 осіб (2011).
У 1975-1998 роках село належало до Ельблонзького воєводства.

## Демографія
Демографічна структура станом на 31 березня 2011 року:
|          | Загалом | Допрацездатний вік | Працездатний вік | Постпрацездатний вік |
| -------- | ------- | ------------------ | ---------------- | -------------------- |
| Чоловіки | 231     | 58                 | 165              | 8                    |
| Жінки    | 248     | 72                 | 148              | 28                   |
| Разом    | 479     | 130                | 313              | 36                   |